# 北海道室蘭商業高等学校

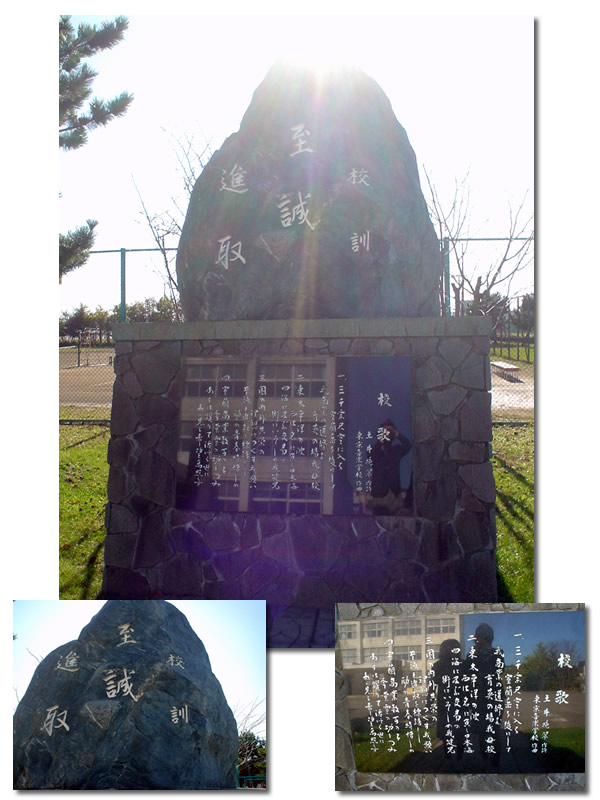
校訓碑（2005年）

北海道室蘭商業高等学校（ほっかいどう むろらんしょうぎょうこうとうがっこう、Hokkaido Muroran Commercial High School）は、かつて北海道室蘭市八丁平五丁目にあった道立商業高等学校。地元での略称は「室商」（むろしょう）。
2006年（平成18年）4月に、北海道室蘭東高等学校との統合により北海道室蘭東翔高等学校が開校した。よって、本在校生が卒業した月の末日（2008年（平成20年）3月31日）に閉校した。（なお、室蘭東翔高等学校の校舎は、旧北海道室蘭東高等学校のものを現状のまま利用するもので、母体をほぼ室蘭東高等学校としての統合である。）

## 沿革
- 1923年（大正12年）4月 - 北海道庁立室蘭商業学校開校
- 1950年（昭和25年） - 男女共学となる[1]
- 1972年（昭和47年） - 母恋南町から八丁平五丁目に校舎を移転[1]
- 2008年（平成20年）3月31日 - 閉校（2005年 (平成17年)4月に入学した生徒を最後の卒業生として）
跡地は分譲住宅地「コンコードパーク室蘭」（2013年 (平成25年)完成）となっている。

## アクセス
- JR東室蘭駅西口より道南バス「64 室蘭養護学校行」八丁平1丁目下車

## 著名な出身者
- 安倍麻美 - タレント（安倍なつみの妹）
- 大泉源郎（入学後まもなく他校に編入）
- 曽根富美子 - 漫画家
- 三河かおり - 新潟テレビ21アナウンサー